# Um Certo Capitão Rodrigo
Um Certo Capitão Rodrigo é um filme brasileiro de 1971, do gênero aventura, dirigido por Anselmo Duarte e com roteiro baseado no romance O Tempo e o Vento, de Érico Veríssimo.
O projeto inicial tinha Tônia Carrero no elenco e estava arquivado desde os anos 1950, ainda na primeira fase da Vera Cruz.
As locações aconteceram em General Câmara, Triunfo, Santa Maria e Santo Amaro, no Rio Grande do Sul. Quatrocentos cavaleiros atuam nas cenas de batalha, e 1.100 trajes de época foram confeccionados.
Os atores Francisco di Franco e Elza de Castro tiveram de ser dublados, respectivamente, por Henrique Martins e Lílian Lemmertz.
O filme recebeu o troféu Ferradura de Ouro, em 1971.

## Sinopse
Rodrigo Cambará é um cavaleiro boêmio e destemido que adentra a pacata cidade de Santa Fé e acaba conquistando os corações das mulheres e a admiração dos homens.

## Elenco
- Francisco di Franco .... Rodrigo Cambará
- Elza de Castro .... Bibiana Terra Cambará
- Newton Prado .... Ricardo Amaral
- Alvaro Alves Pereira .... Padre Lara
- Pepita Rodrigues .... Helga
- Paixão Côrtes .... Pedro Terra
- Ronaldo Teixeira .... Juvenal Terra
- Anita Esbano .... Arminda Terra
- Sônia Dutra .... Paula
- Paulo Brezolim .... Bento Amaral
- Carlos Castilho .... Quirino
- Iná Dornelles Vargas .... índia
- Henrique Martins ... voz de Rodrigo[2] (não creditado)
- Lílian Lemmertz ... voz de Bibiana[2] (não creditada)